# 말모이 원고
《말모이》는 한반도 최초의 한글 사전이다. 조선 광문회의 주관으로 1911년부터 1914년까지 주시경과 그 제자 김두봉, 권덕규, 이규영 등이 편찬하였으며, 출간되지는 못하였으나 현재 ‘ㄱ’부터 ‘걀죽’까지의 1책만 전해져 국립한글박물관에서 소장하고 있다. 이 원고는 2012년 12월 24일에 대한민국의 국가등록문화재 제523호로 등록되었다. 2020년 12월 22일에 보물 2085호로 지정되었다.

## 말모이 원고
한글학자 주시경이 중심이 되어 1911년경 쓴 것으로, 사전 편찬을 위해 특별히 제작된 240자 원고지에 붓글씨로 씌어 있으며, ‘알기, 본문, 찾기, 자획찾기’의 4부분으로 되어 있다.
1911년부터 조선광문회에서 주시경, 김두봉, 권덕규, 이규영 등의 한글학자들이 민족주의적인 애국계몽 수단으로 편찬하려 했던 한국 최초의 국어사전인 《말모이》 원고로서 비록 《말모이》가 사전으로 출판되지는 못했으나 이 남아 있는 원고 한 권으로 《말모이》 사전 편찬의 실체를 알 수 있다.
또한 용언의 어미 및 체언의 조사를 포함한 토씨도 독립된 품사로 설정하는 등 국어학적인 의미가 있으며, 표제항과 뜻풀이 말을 모두 한글로 표기한 국어 사용 및 국어사전의 역사에서 귀중한 자료이다.

## 참고 자료
- 말모이 원고 - 국가유산청 국가유산포털
- 아래 링크에서 원문을 볼 수 있다.
  - 이병근 해제